# 第1号交响曲 (海顿)
海顿的D大调第一交响曲（Hob. I:1）约作于1757年或1759年:40，当时他正在多尔尼·卢卡维采村庄，为莫尔津伯爵服务，因此，这部交响曲属于“莫尔津交响曲”。虽然这部交响曲被编为第一号，學界不能肯定这是海顿创作或存世的交响曲中最早写成的，、交响曲都可能是1757或1758年创作的。
1761年，莫尔津伯爵由于经济原因，关闭了他的圣堂。据说，埃施特哈齐的保罗二世在听过海顿第一交响曲之后决定聘用他做乐长。

## 配器
木管乐器：
2 双簧管（或长笛）
大管
铜管乐器：
2 圆号（D调）
弦乐器：
第一小提琴
第二小提琴
中提琴
大提琴和低音提琴
通奏低音（大键琴）

## 结构
这部交响曲分为三个乐章，与海顿早期交响曲一致：
1. Presto 急板（D大调），
2. Andante 行板（G大调），
3. Presto 急板（D大调），

平均演奏时间约为13-15分钟。

### 第一乐章
急板，D大调，拍子，奏鳴曲式。
第一乐章以一个上升的渐强开始，像是“曼海姆渐强”。与其它海顿的交响曲不同；这个乐章更具有奥地利风格。快速的弦乐驱动节奏前进，包含了许多不同的动机。海顿对这一乐章的旋律创作构成了交响乐其余部分的基础，第一主题在末乐章中还会再次出现。弦乐和大键琴之间的相互作用在这一乐章中特别明显，同时木管乐器对其进行装饰。随着主题兴奋地发展，我们看到海顿尝试用和声和织体来创造音乐中的光影。该乐章在弦乐的齐奏中结束。

第一乐章前9小节（第一小提琴分谱）

### 第二乐章
行板，G大调，2/4拍，三部曲式。
第二乐章有海顿的行板的活泼深刻性。庄严的第二乐章节奏缓慢，但在风格上高度突出，像此时交响乐中的慢板舞。在小提琴的带领下，旋律甜美而微妙。它是两个急板乐章间必要的“解药”。

### 第三乐章
急板，D大调，3/8拍，奏鳴曲式。
强劲的低音声部和令人难忘的主题，由弦乐强烈的齐奏声引领着；圆号和木管衬托了弦乐的快速进行，而大键琴则负责和声。最后，乐团协力推向辉煌的结尾。